# Television i Ungern
Televisionen i Ungern är fördelad på två statligt ägda kanaler samt ett flertal kommersiella. De statliga kanalerna är Magyar Televízió 1 och Magyar Televízió 2. Bland de kommersiella TV-kanalerna finns bland annat RTL Klub, TV2 och Viasat 3 som är de största kanalerna.
Televisionen har även specialinriktade TV-kanaler som musikkanalen VIVA (TV-kanal) och nyhetskanalen Hír TV. En ekonomikanal vid namn Echo TV började sända den 15 september 2005.
Den kommersiella televisionen började ganska sent om man jämför med landets omkringliggande länder. RTL Klub och TV2 var de två första kommersiella TV-kanalerna i landet och båda började sända så sent som år 1997. Viasat 3 hette från början Alfa TV men blev uppköpta av svenska MTG år 2000. Viasat 3 kan jämföras med svenska TV3. Även VIVA hade ett annat namn innan. Från början hette den Z+ men blev senare uppköpt av den tyska mediekoncernen Viva Media AG år 2001.
Nyhetskanalen Hír TV började sända år 2003.

## Lista över TV-kanaler
- AXN
- Budapest TV
- Club-channel
- Cool TV
- Duna Televízió
- Echo TV
- Europa
- FIX TV
- Filmmúzeum
- Fox Kids
- Game Channel
- HBO
- Hír TV
- Irisz TV
- MHTV
- Magyar ATV
- Magyar Televízió
- Minimax
- Musicmax
- National Geographic
- Objektív Televízió
- RTL KLUB
- Romantica
- Spektrum
- Sport1
- Sport Klub
- Story TV
- TV2
- TV Novi Sad 2
- TV Paprika
- TVR Cluj
- Viasat 3
- Viasat Explorer
- Viasat History
- VIVA